# Muhammad Yusuf al-Magariaf

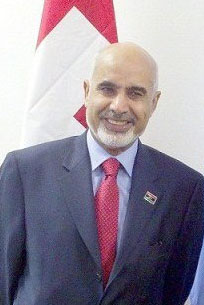
Mohammed Magariaf.

Mohamed Yousef el-Magariaf (em árabe: محمد يوسف المقريف; nascido em 1940 em Bengazi), em outubro de 1981 participou da fundação da Frente Nacional para a Salvação da Líbia (FNSL).

## Biografia
Em 1962, se graduou na Faculdade de Economia e Comércio, na Universidade Gar Younis, em Bengazi, e se tornou professor nessa Universidade.
Entre 1972 e 1977 foi Presidente da Controladoria da Líbia.
Em 1977, ele foi nomeado embaixador da Líbia na Índia, em 31 de julho de 1980, durante uma viagem de férias ao Marrocos, anunciou sua ruptura com o regime líbio e passou a viver em Atlanta, capital do Estado da Geórgia nos Estados Unidos.
Em outubro de 1981 participou da fundação da Frente Nacional para a Salvação da Líbia (FNSL), tendo sido eleito Secretário Geral daquela organização em maio de 1982 e continuou a ocupar esse cargo até 2001.
Em 9 de agosto de 2012, foi eleito presidente do Poder Legislativo na Líbia.A 28 de maio de 2013, demitiu-se na sequência da aprovação de uma lei que impede os responsáveis políticos do tempo de Muamar Gadafi de permanecerem no ativo.